# 派恩諾爾肖爾斯 (北卡羅萊納州)
派恩諾爾肖爾斯（英語：Pine Knoll Shores）是一個位於美國北卡羅萊納州加特利縣的城鎮。

## 人口
根據2020年美國人口普查的數據，派恩諾爾肖爾斯的面積為17.91平方千米，當中陸地面積為5.72平方千米，而水域面積為12.19平方千米。當地共有人口1388人，而人口密度為每平方千米77人。